# Bobrowniki (gromada w powiecie białostockim)
Bobrowniki – dawna gromada, czyli najmniejsza jednostka podziału terytorialnego Polskiej Rzeczypospolitej Ludowej w latach 1954–1972.
Gromady, z gromadzkimi radami narodowymi (GRN) jako organami władzy najniższego stopnia na wsi, funkcjonowały od reformy reorganizującej administrację wiejską przeprowadzonej jesienią 1954 do momentu ich zniesienia z dniem 1 stycznia 1973, tym samym wypierając organizację gminną w latach 1954–1972.
Gromadę Bobrowniki z siedzibą GRN w Bobrownikach utworzono – jako jedną z 8759 gromad – w powiecie białostockim w woj. białostockim, na mocy uchwały nr 11/V WRN w Białymstoku z dnia 4 października 1954. W skład jednostki weszły obszary dotychczasowych gromad Bobrowniki i Gobiaty ze zniesionej gminy Gródek w tymże powiecie, oraz obszary dotychczasowych gromad Chomontowce, Łużany i Jaryłówka ze zniesionej gminy Krynki w powiecie sokólskim. Dla gromady ustalono 11 członków gromadzkiej rady narodowej.
31 grudnia 1959 gromadę Bobrowniki zniesiono, włączając ją do gromady Zubki.